# Ресак (Тарн)
Реса́к (фр. Rayssac, окс. Raiçac) — коммуна во Франции, находится в регионе Юг — Пиренеи. Департамент — Тарн. Входит в состав кантона От-Даду. Округ коммуны — Кастр.
Код INSEE коммуны — 81221.

## География

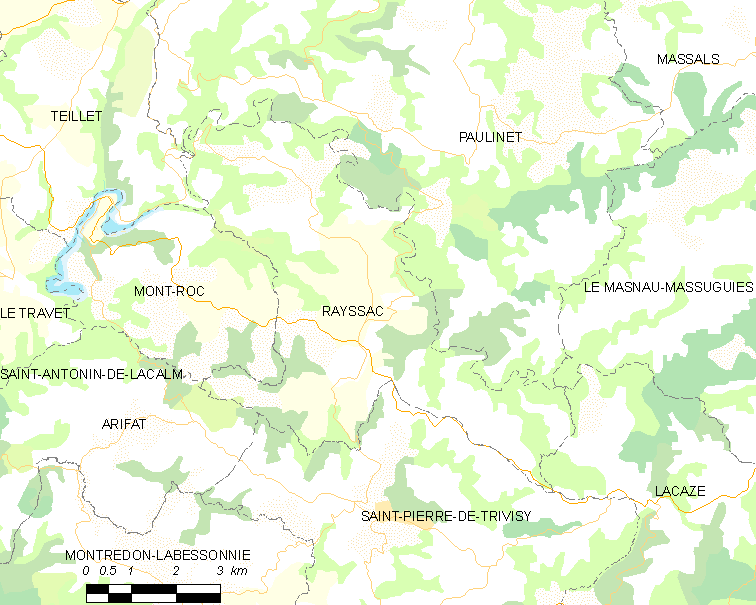
Карта коммуны

Коммуна расположена приблизительно в 560 км к югу от Парижа, в 85 км восточнее Тулузы, в 25 км к юго-востоку от Альби.
По территории коммуны протекают реки Даду и Дадуне.

## Климат
Климат умеренно-океанический. Зима мягкая и дождливая, лето жаркое с частыми грозами. Ветры довольно редки.

## Население
Население коммуны на 2010 год составляло 248 человек.
| 1962 | 1968 | 1975 | 1982 | 1990 | 1999 | 2010 |
| ---- | ---- | ---- | ---- | ---- | ---- | ---- |
| 416  | 372  | 324  | 313  | 310  | 296  | 248  |

## Экономика
В 2007 году среди 166 человек в трудоспособном возрасте (15—64 лет) 122 были экономически активными, 44 — неактивными (показатель активности — 73,5 %, в 1999 году было 68,3 %). Из 122 активных работали 113 человек (66 мужчин и 47 женщин), безработных было 9 (5 мужчин и 4 женщины). Среди 44 неактивных 11 человек были учениками или студентами, 27 — пенсионерами, 6 были неактивными по другим причинам.

## Достопримечательности
- Замок Ресак (XVII век)
- Церковь Св. Мартина (1723)